# Oso nandi
El Oso Nandi también conocido como Ngoloko es un críptido, del que se dice que vive en África Oriental. Toma su nombre del pueblo Nandi que se encuentra en Kenia occidental. Es también conocido como Chemosit, Kerit, Ngoloko, o Duba (la palabra árabe para 'oso').
Frank W. Lane escribió, "Lo que el Yeti es para Asia, o la gran Serpiente Marina es para los océanos, el Oso Nandi es para África. Es una de las más notorias bestias legendarias que hasta ahora ha eludido la captura y el rifle de los coleccionistas".

## Descripción
Se describe al oso Nandi como un carnívoro feroz de complexión poderosa, hombros altos (más de 1.20) y espalda inclinada, un poco similar a una hiena. Algunos han especulado que el oso Nandi es, de hecho, una hiena mal identificada o una hiena gigante superviviente de la edad de hielo. Karl Shuker declara que "una Hyaena Pachycrocuta brevirostris de hocico corto superviviente, extinta hace alrededor de 100 000 años, explicaría estos casos muy satisfactoriamente".
Otro sospechoso es el oso del Atlas (extinto alrededor del siglo XIX). Ningún oso moderno es nativo de África que sepamos, aunque el oso etrusco, y una especie del género prehistórico Agriotherium e Indarctos, vivió en el norte de África durante el Plioceno y Pleistoceno. Louis Leakey sugirió que las descripciones del oso Nandi encajan con las del extinto Chalicotherium, aunque el chalicotheres era herbívoro.
Las personas del pueblo Nandi lo llaman "Kerit". La leyenda local sostiene que solo come el cerebro de sus víctimas. Los osos Nandi eran regularmente avistados en Kenia durante el siglo XIX e inicios del siglo XX. Bernard Heuvelmans en "En la Pista de Animales Desconocidos" y en "En la búsqueda de supervivientes prehistóricos" de Karl Shuker proporciona la más extensa crónica de avistamientos de osos Nandi.

## En la cultura popular
Las Proezas Extrañas de Brigadier Ffellowes, una colección de historias de fantasía contemporánea por Sterling E. Lanier, incluye una historia corta titulada "Su único Safari", en el cual el personaje brevemente avista un "Kerit" y especula que tales criaturas formaron la base para las leyendas egipcias de Anubis.
Tarzan #134 (Gold Key Cómics), marzo 1963, narra como Tarzán se encuentra y, más tarde, pelea con un oso Nandi que es representado como una criatura parecida a un oso desgreñado con orejas caídas, como un Cocker spaniel.